# سيف الأمازون الأزغب
سيف الأمازون الأزغب (الاسم العلمي:Echinodorus pubescens) هو نوع من النباتات يتبع جنس سيف الأمازون من الفصيلة المزمارية.